# 第81回ニューヨーク映画批評家協会賞
81st NYFCC Awards

2015年12月2日
作品賞: 

キャロル
第81回ニューヨーク映画批評家協会賞は2015年の映画を対象とした賞で、2015年12月2日に受賞者が発表された。

## 受賞
- 作品賞：
  - 『キャロル』
- 監督賞：
  - トッド・ヘインズ - 『キャロル』
- 主演男優賞 
  - マイケル・キートン - 『スポットライト 世紀のスクープ』
- 主演女優賞：
  - シアーシャ・ローナン - 『ブルックリン』
- 助演男優賞：
  - マーク・ライランス - 『ブリッジ・オブ・スパイ』
- 助演女優賞：
  - クリステン・スチュワート - 『アクトレス〜女たちの舞台〜』
- 脚本賞：
  - フィリス・ナジー - 『キャロル』
- 撮影賞：
  - エドワード・ラックマン - 『キャロル』
- アニメ映画賞：
  - 『インサイド・ヘッド』
- 外国語映画賞：
  - 『禁じられた歌声』（ モーリタニア）
- ノンフィクション映画賞：
  - 『ジャクソン・ハイツ』
- 第一回作品賞：
  - ネメシュ・ラースロー - 『サウルの息子』
- 特別賞：
  - ウィリアム・ベッカー＆ヤヌス・フィル
  - エンニオ・モリコーネ